# Biografielijst Ri

## Ri
- Ri Sol-ju (1989), Noord-Koreaans zangeres en echtgenote van Kim Jong-un

## Ria
- Nancy Riach (1927-1947), Schots zwemster

## Rib
- Pau Riba (1948-2022), Spaans auteur kunstenaar
- Pere Riba (1969), Spaans motorcoureur
- Erich Ribbeck (1937), Duits voetballer en voetbalcoach
- Albert Ribbens (1916-2009), Belgisch politicus
- Arie Ribbens (1937-2021), Nederlands zanger
- Joachim von Ribbentrop (1893-1946), Duits nazipoliticus
- Fernanda Ribeiro (1969), Portugees atlete
- Alex Riberas (1994), Spaans autocoureur
- Mitja Ribičič (1919-2013), Sloveens communist en politicus
- Giovanni Ribisi (1974), Amerikaans acteur
- Christophe Riblon (1981), Frans wielrenner
- Luciano Ribodino (1994), Argentijns motorcoureur
- Emma Ribom (1997), Zweeds langlaufster

## Ric

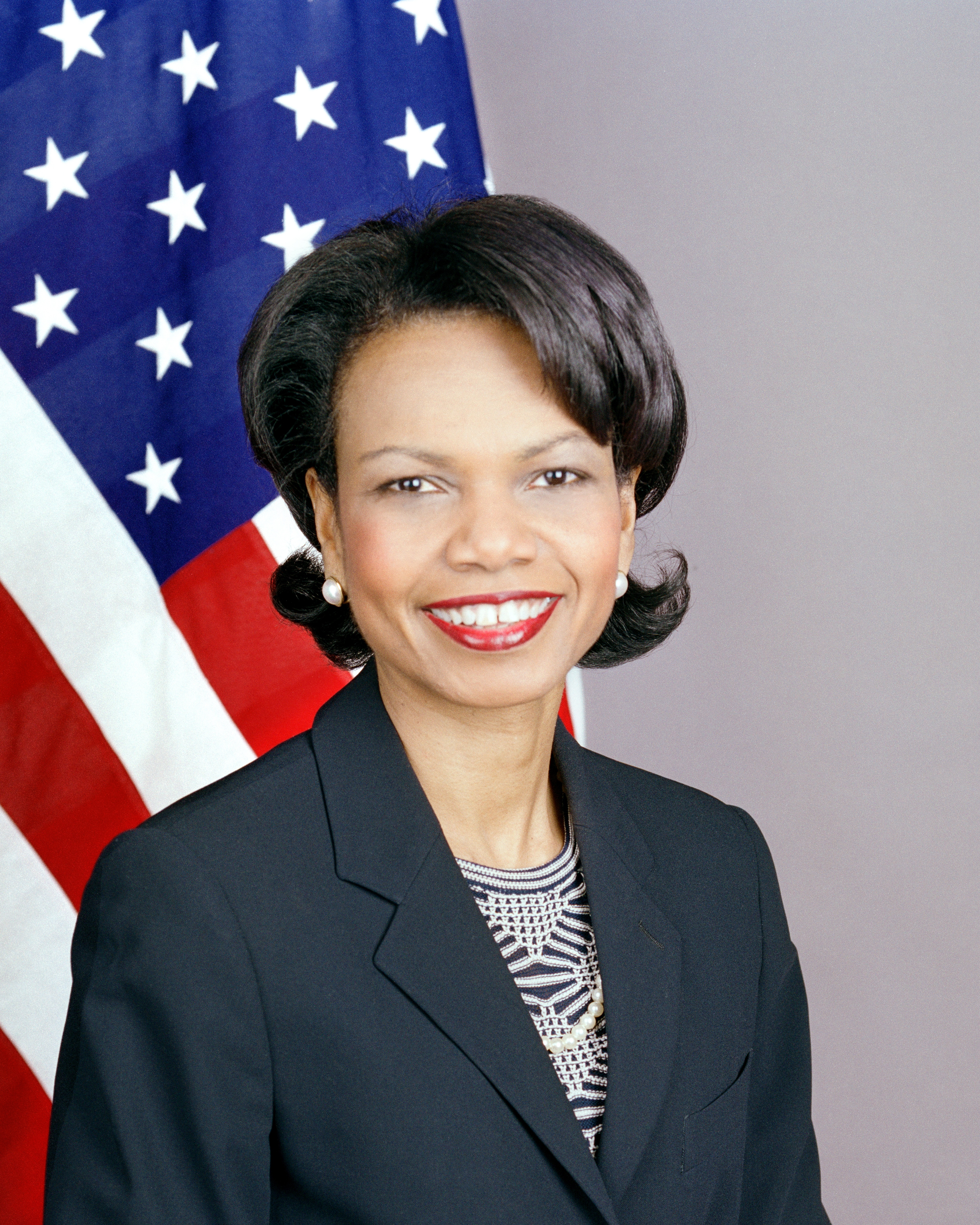
Condoleezza Rice

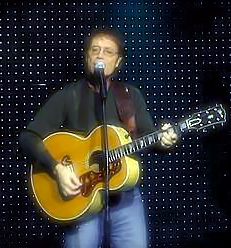
Cliff Richard

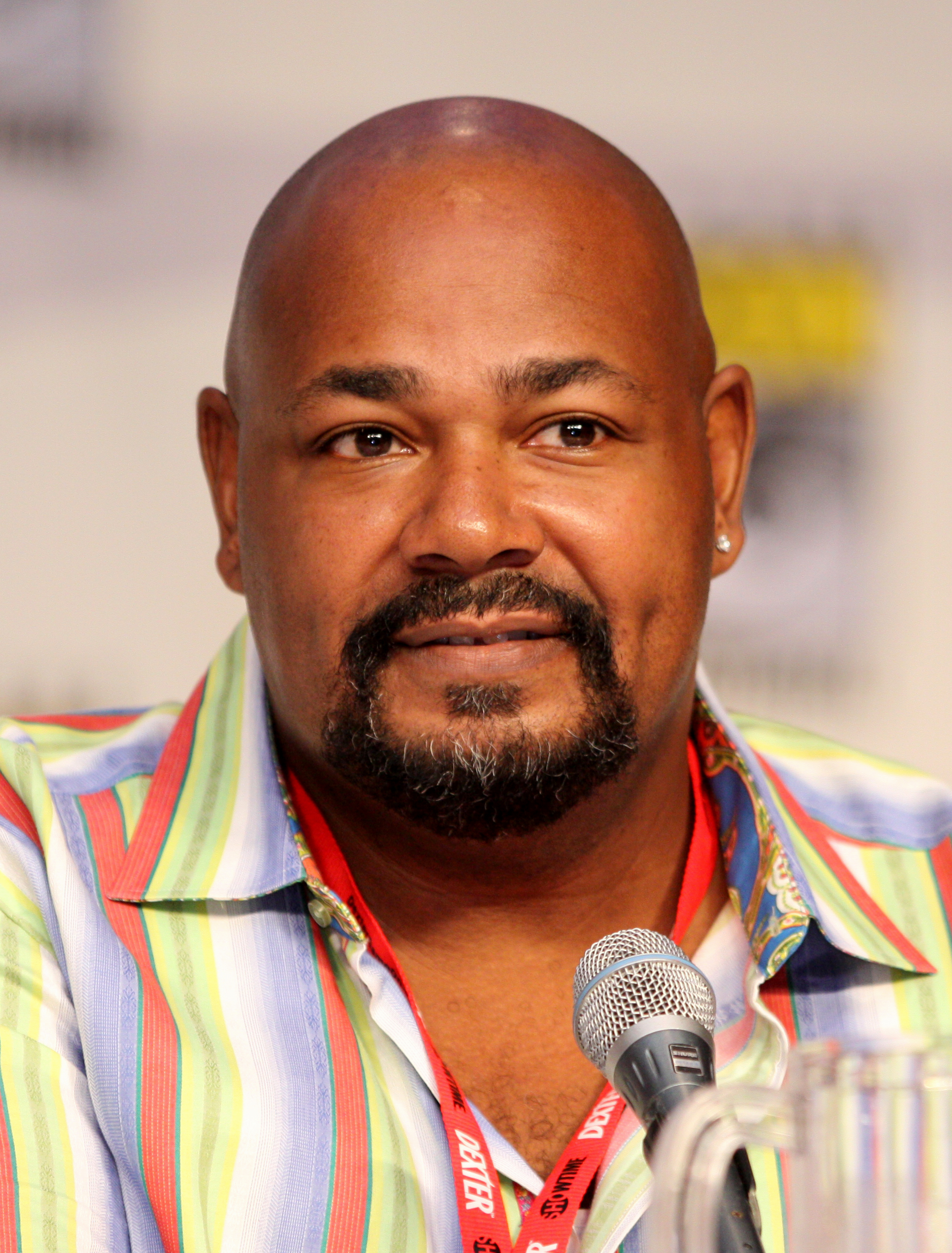
Kevin Michael Richardson, 2010

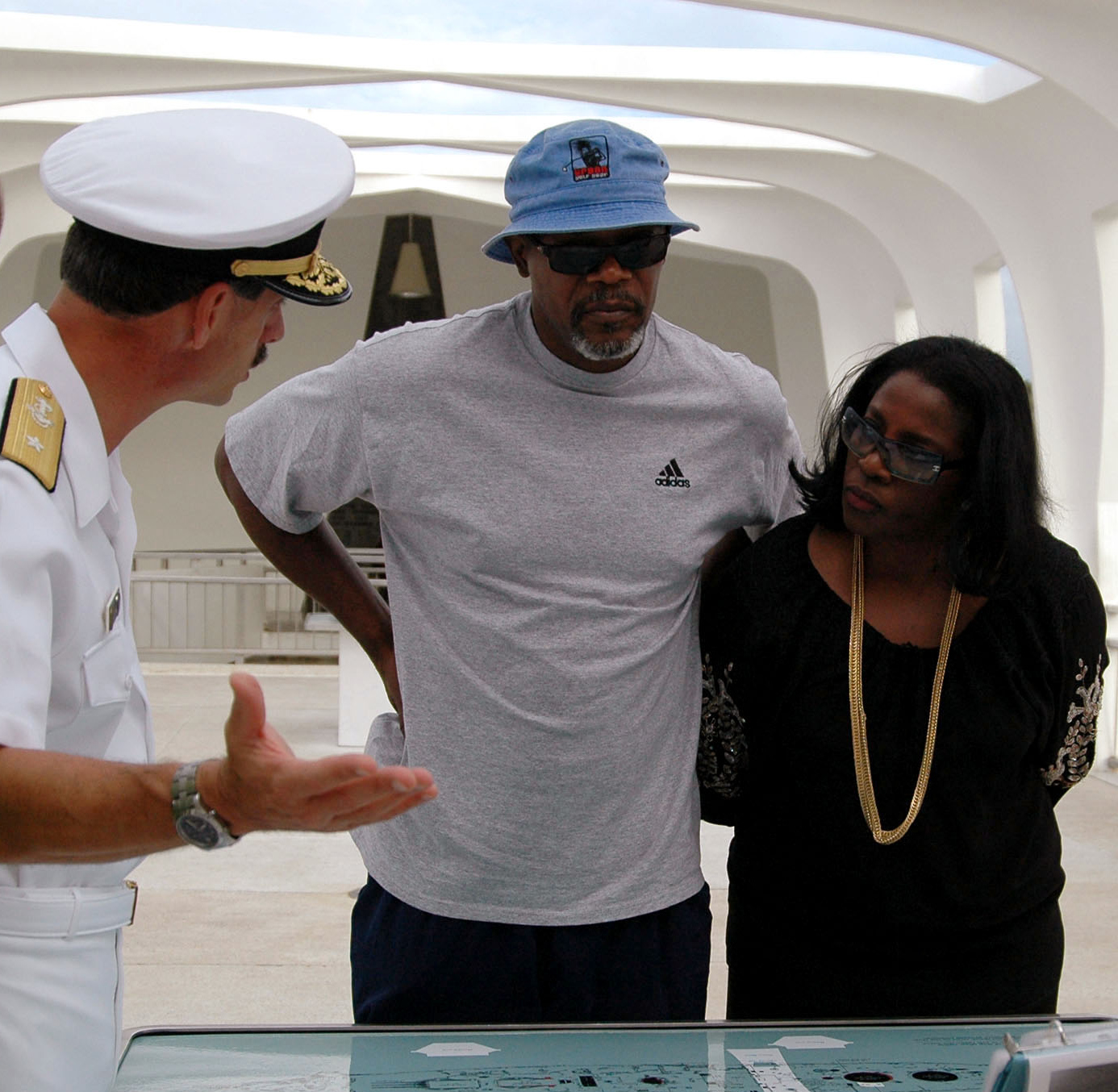
LaTanya Richardson (rechts)

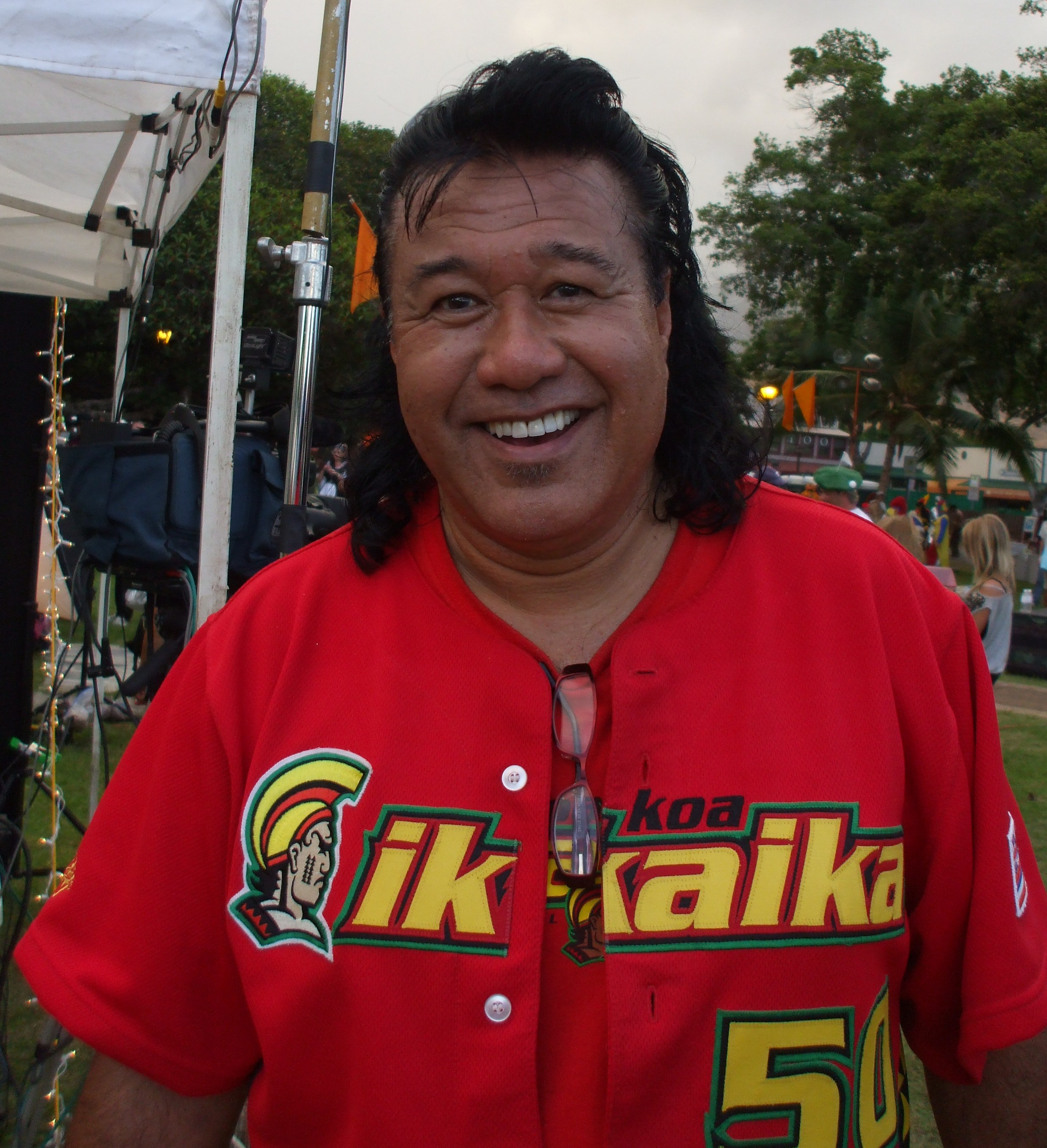
Branscombe Richmond, 2011

- Niño Ricardo (1904-1972), Spaans gitarist en componist
- Giacomo Ricci (1985), Italiaans autocoureur
- Fausto Ricci (1961), Italiaans motorcoureur
- Matteo Ricci (1552-1610), Italiaans jezuïetenmissionaris
- Daniel Ricciardo (1989), Australisch autocoureur
- Katia Ricciarelli (1946), Italiaans sopraan
- Primo Riccitelli (1875-1941), Italiaans componist
- Anne Rice (1941-2021), Amerikaans schrijfster
- Condoleezza Rice (1954), Amerikaans politica, ambtenaar en politicoloog
- Edwin Rice (1862-1935), Amerikaans elektrotechnicus
- Stephanie Rice (1988), Australisch zwemster
- Christopher Rich (1953), Amerikaans acteur
- Cliff Richard (1940), Brits zanger en acteur
- Cyprien Richard (1979), Frans alpineskiër
- Kris Richard (1994), Zwitsers autocoureur
- Louis Claude Richard (1754-1821), Frans botanicus
- Pierre Richard (1934), Frans acteur en regisseur
- Richard (1943-2009) Engels actrice ("Miss Brahms")
- Alma Richards (1890-1963), Amerikaans atleet
- Beah Richards (1920-2000), Amerikaans actrice
- Bob Richards (1926-2023), Amerikaans atleet
- Dean Richards (1974-2011), Engels voetballer
- Dickinson W. Richards (1895-1973), Amerikaans fysioloog en Nobelprijswinnaar
- George Maxwell Richards (1931-2018), Trinidadiaans president
- Jereem Richards (1994), atleet uit Trinidad en Tobago
- Keith Richards (1943-), Brits gitarist
- Kristi Richards (1981), Canadees freestyleskiër
- Matthew Richards (2002), Brits zwemmer
- Sanya Richards-Ross (1985), Jamaicaans-Amerikaans atlete
- Thomas Richards (1910-1985), Brits atleet
- Vincent Richards (1903-1959), Amerikaans roeier
- Bill Richardson (1947-2023), Amerikaans diplomaat en politicus
- Geoff Richardson (1950), Brits musicus
- Haley Lu Richardson (1995), Amerikaans actrice
- Heather Richardson (1989), Amerikaans langebaanschaatsster
- Ian Richardson (1934-2007), Schots acteur
- Jason Richardson (1986), Amerikaans atleet
- Kaylin Richardson (1984), Amerikaans alpineskiester
- Ken Richardson (1911-1997), Brits autocoureur
- Kevin Michael Richardson (1964), Amerikaans acteur en stemacteur
- Kyle Richardson (1987), Australisch zwemmer
- LaTanya Richardson (1949), Amerikaans actrice en filmregisseuse
- Marie Richardson (1959), Zweeds actrice
- Mark Richardson (1972), Brits atleet
- Natasha Richardson (1963-2009), Brits-Amerikaans actrice
- Owen Willans Richardson (1879-1959), Brits natuurkundige en Nobelprijswinnaar
- Robert Richardson (1937-2013), Amerikaans natuurkundige en Nobelprijswinnaar
- Sha'Carri Richardson (2000), Amerikaans atlete
- Daniel Richardsson (1982), Zweeds langlaufer
- Stéphane Richelmi (1990), Monegaskisch autocoureur
- Charles Richet (1850-1935), Frans fysioloog en Nobelprijswinnaar
- Lionel Richie (1949), Amerikaans popmusicus
- Peter Mark Richman (1927-2021), Amerikaans acteur, filmproducent en scenarioschrijver
- Georg Wilhelm Richmann (1711-1753), Duits-Baltische natuurkundige
- Branscombe Richmond (1955), Amerikaans acteur, stuntman en filmproducent
- Albert Richter (1912-1940), Duits baanwielrenner
- Burton Richter (1931-2018), Amerikaans natuurkundige en Nobelprijswinnaar
- Carl Arthur Richter (1883-1957), Duits-Zwitsers componist, muziekpedagoog en dirigent
- Horst-Eberhard Richter (1923-2011), Duits psychoanalyticus, psychosomaticus en sociaalfilosoof
- Marga Richter (1926-2020), Amerikaans componiste en pianiste
- Sonja Richter (1974), Deens actrice
- Svjatoslav Richter (1915-1997), Russisch pianist en componist
- Frieda von Richthofen (1879-1956), Duits-Amerikaans schrijfster en vertaalster
- Manfred von Richthofen (1882-1918), Duits gevechtspiloot (Rode Baron)
- Ricimer (472), Germaans-Romeins politicus en legeraanvoerder
- Brenton Rickard (1983), Australisch zwemmer
- Garth Rickards (1992), Amerikaans autocoureur
- Edward Rickenbacker (1890-1973), Amerikaans gevechtsvlieger
- Maëlle Ricker (1978), Canadees snowboardster
- Alan Rickman (1946-2016), Brits acteur
- Hyman Rickover (1900-1986), Amerikaans admiraal
- Fernando Ricksen (1976), Nederlands voetballer
- Paul Ricœur (1913-2005), Frans filosoof

## Rid

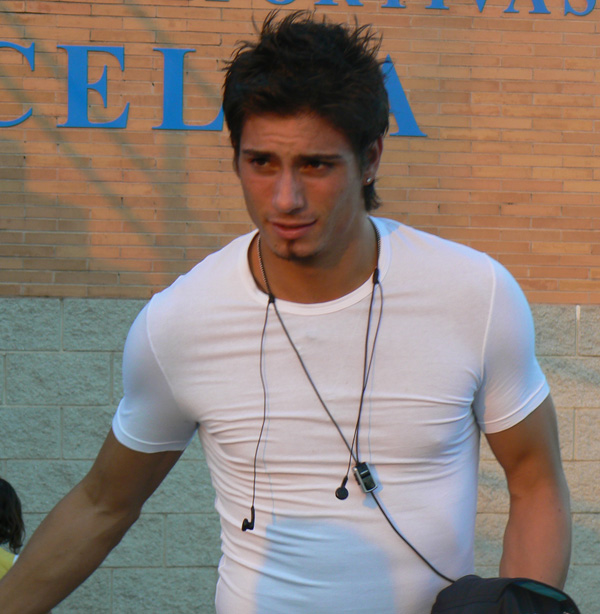
Daniël de Ridder

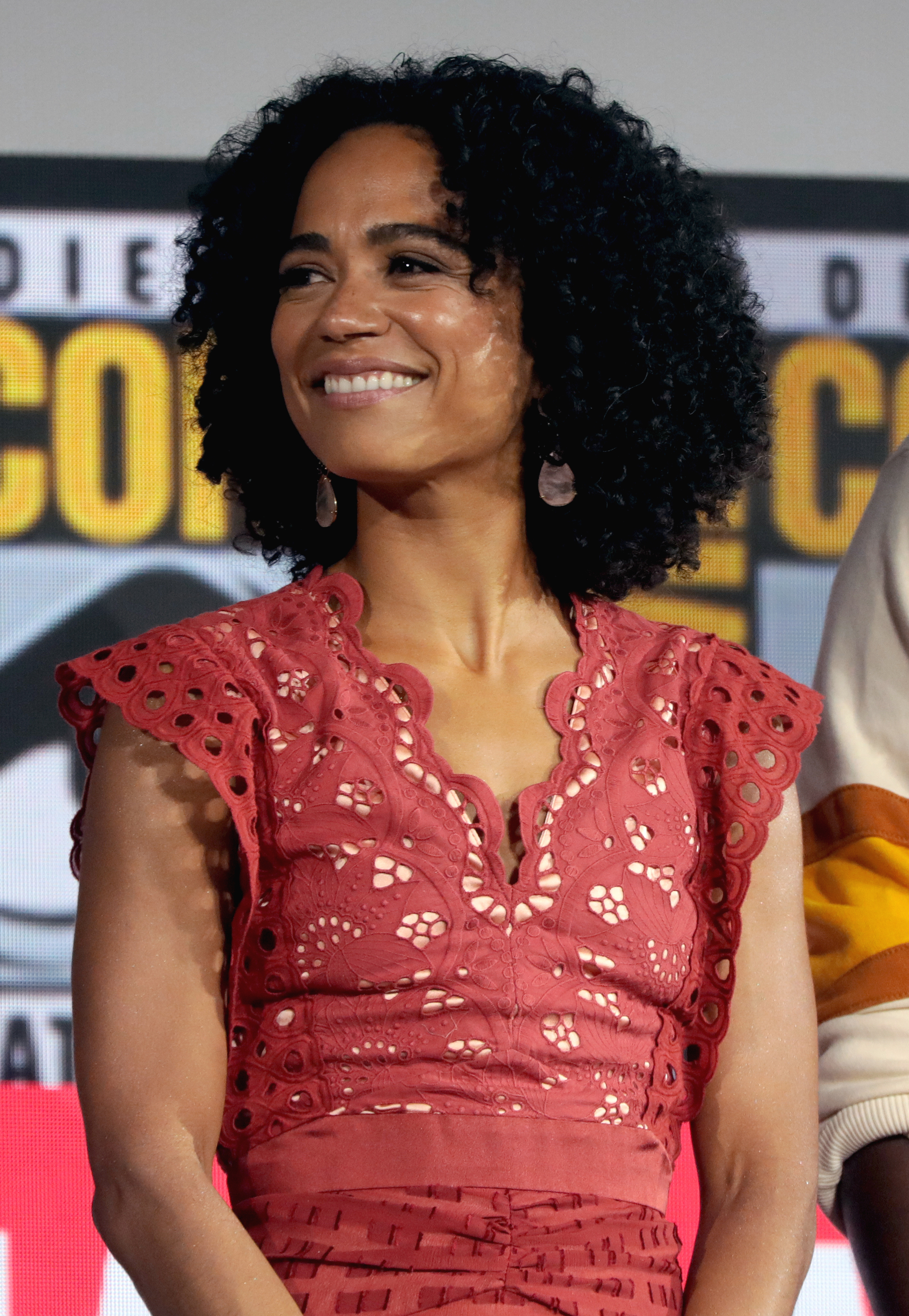
Lauren Ridloff, 2019

- Ced Ride (1944-2021), Curaçaos zanger en kunstschilder
- André de Ridder (1974), Nederlands voetballer
- Anton de Ridder (1929-2006), Nederlands zanger
- Chantal de Ridder (1989), Nederlands voetbalster
- Daniel de Ridder (1984), Nederlands voetballer
- Dirk de Ridder (1972), Nederlands zeiler
- Jan Cornelis de Ridder (1921-2004), Nederlands politicus
- Jason de Ridder (1990), Nederlands acteur
- Leendert de Ridder (1990), Nederlands acteur
- Marjan Ridder (1953), Nederlands badmintonster
- Misha de Ridder (1971), Nederlands fotograaf
- Peter de Ridder (1946), Nederlands ambtenaar, zakenman en zeiler
- Pieter de Ridder (1835-1890), Nederlands burgemeester
- Remco de Ridder (1983), Nederlands freelance journalist, copywriter en schrijver
- Rob Ridder (1953), Nederlands badmintonner
- Tieleman Albertus Otto de Ridder (1843-1914), Nederlands burgemeester
- Willem de Ridder (1939-2022), Nederlands kunstenaar, radiomaker en tijdschriftenmaker
- Herman Ridderbos (1909-2007), Nederlands predikant en theoloog
- Jan Ridderbos (1879-1960), Nederlands theoloog
- Micheal Riddle (1986), Canadees freestyleskiër
- Stéphane Rideau (1976), Frans acteur
- Arnold Ridley (1896-1984), Brits toneelschrijver en acteur
- Henry Nicholas Ridley (1855-1956), Brits botanicus
- Henry Rider Haggard (1856-1925), Engels schrijver
- Lauren Ridloff (1978), Amerikaanse actrice
- Sergej Ridzik (1992), Russisch freestyleskiër

## Rie

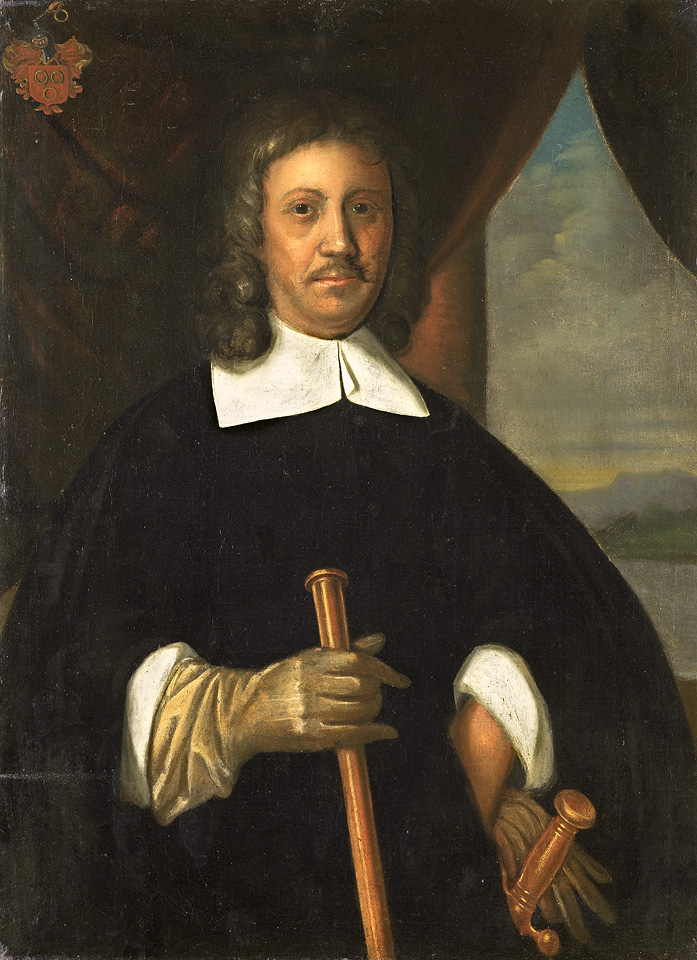
Jan van Riebeeck

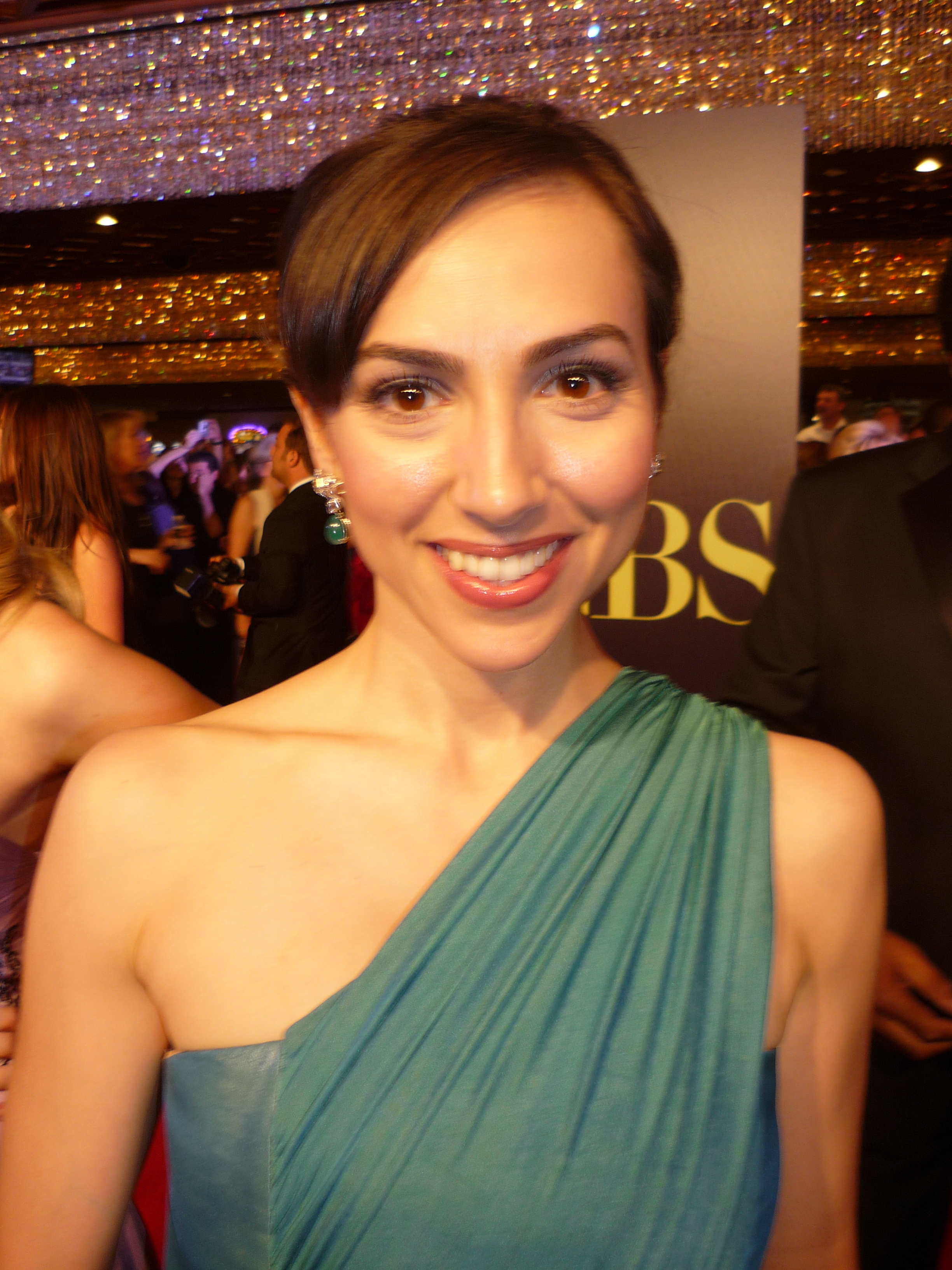
Eden Riegel, 2010

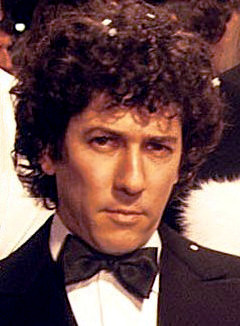
Peter Riegert, 1979

- Jan van Riebeeck (1619-1677), Nederlands kolonisator
- Christian Ried (1979), Duits autocoureur
- Klaus Riedel (1907-1944), Duits raketpionier
- Fabian Rieder (2002), Zwitsers voetballer
- Jaïro Riedewald (1996), Nederlands voetballer
- Lothar Riedinger (1888-1964), Oostenrijks componist, zanger, dirigent en musicoloog
- Alfred Riedl (1949-2020), Oostenrijks voetballer en voetbaltrainer
- Leni Riefenstahl (1902-2003), Duits cineaste
- Eden Riegel (1981), Amerikaans (stem)actrice
- Hans Riegel (1923-2013), Duits ondernemer
- Linn-Kristin Riegelhuth Koren (1984), Noors handbalster
- Jürgen Rieger (1946-2009), Duits politicus
- Peter Riegert (1947), Amerikaans acteur, filmproducent, filmregisseur en scenarioschrijver
- Wallingford Riegger (1885-1961), Amerikaans componist, muziekpedagoog, dirigent en cellist
- Claudia Riegler (1973), Oostenrijks snowboardster
- Richard Riehle (1948), Amerikaans acteur
- Ingmar van Riel (1987), Nederlands shorttracker
- Harm van Riel (1907-1980), Nederlands politicus
- Gerard te Riele (1833-1911), Nederlands architect
- Herman te Riele (1947), Nederlands wiskundige
- Wolter te Riele (1867-1937), Nederlands architect
- Henk Riem (1941), Nederlands politicus
- Ke Riema (1914-2013), Belgisch tekstschrijver
- Bernhard Riemann (1826-1866), Duits wiskundige
- Karolina Riemen-Żerebecka (1988), Pools freestyleskiester
- Leo Riemens (1910-1985), Nederlands journalist
- Trinus Riemersma (1938-2011), Fries schrijver
- Freddy van Riemsdijk (1890-1955), Nederlands vliegenier en luchtvaartpionier
- María José Rienda (1975), Spaans alpineskiester
- Dick Rienstra (1941-2021), zanger en acteur
- Albert Riera (1982), Spaans voetballer
- Sito Riera (1987), Spaans voetballer
- Susi Riermeier (1960), Duits ski-laufster en atlete
- Julien Ries (1920-2013), Belgisch priester
- Leopold Abraham Ries (1893-1962), Nederlands thesaurier-generaal
- Maria Riesch (1984), Duits alpineskiester
- Susanne Riesch (1987), Duits alpineskiester
- Armando Riesco (1977), Puerto Ricaans acteur
- Asier Riesgo (1983), Spaans voetballer
- Adam Riess (1960), Amerikaans astrofysicus en Nobelprijswinnaar
- Fritz Riess (1922-1991), Duits autocoureur
- Laurine van Riessen (1987), Nederlands langebaanschaatsster
- Fabian Rießle (1990), Duits noordse combinatieskiër
- Lambertus Johannes Rietberg (1870-1924), Nederlands jurist
- Koos Rietkerk (1927-1986), Nederlands politicus
- Lona Rietschel (1933-2017), Duits striptekenaar
- Conny van Rietschoten (1926-2013), Nederlands zeezeiler
- Gerrit Rietveld (1888-1964), Nederlands architect en meubelontwerper
- Hugo Rietveld (1932-2016), Nederlands natuurkundige
- Pelle Rietveld (1985), Nederlands atleet
- Vincent Rietveld (1977), Nederlands acteur

## Rif
- Joshua Rifkind (1965), Amerikaans acteur

## Rig
- Flavia Rigamonti (1981), Zwitsers zwemster
- Henri Jean Rigel (1770-1852), Frans componist, muziekpedagoog en pianist
- Diana Rigg (1938-2020), Brits actrice
- Scott Riggs (1971), Amerikaans autocoureur
- Daniele Righi (1976), Italiaans wielrenner
- Augusto Righi (1850-1920), Italiaans natuurkundige
- Davide Rigon (1986), Italiaans autocoureur
- Jim Rigsby (1923-1952), Amerikaans autocoureur
- Wim Rigter (1967-2004), Nederlands radio-dj

## Rih
- Rihanna (1988), Barbadiaans zangeres
- Wolfgang Rihm (1952-2024), Duits componist

## Rii
- Jarl Magnus Riiber (1997), Noors noordse combinatieskiër
- Aki Riihilahti (1976), Fins voetballer
- Salvatore "Totò" Riina (1930), Italiaans maffialeider
- Bjarne Riis (1964), Deens wielrenner en ploegleider
- Jacob A. Riis (1849-1914), Deens-Amerikaans journalist en fotograaf
- Knudåge Riisager (1897-1974), Deens componist

## Rij

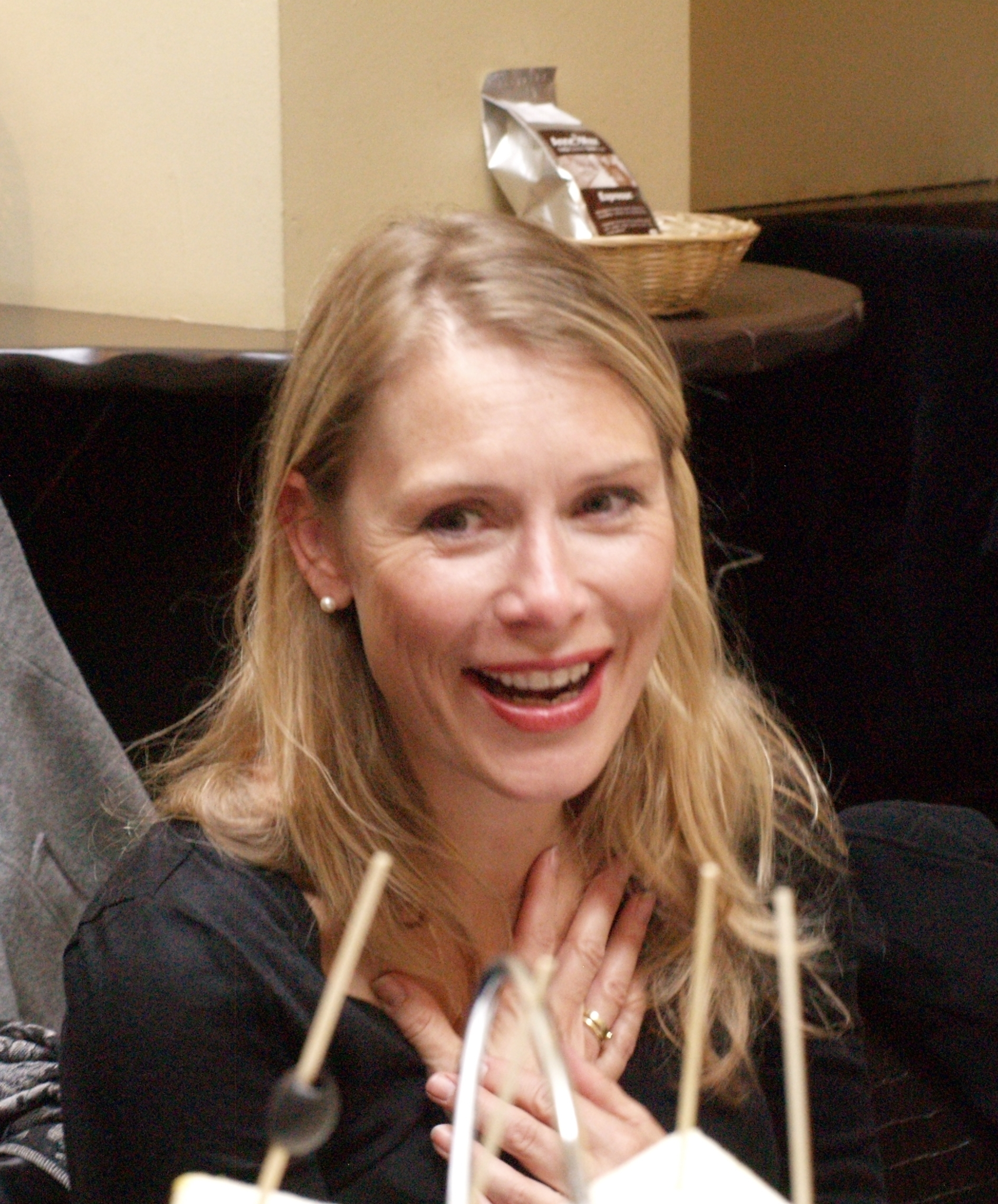
Elle van Rijn

- Henk Rijckaert (1974), Belgisch cabaretier en stand-upcomedian
- Hendrik van Rijgersma (1835-1877), Nederlands arts en natuurvorser
- Mirjam de Rijk (1962), Nederlands journalist, politica en bestuurder
- Frank Rijkaard (1962), Nederlands voetballer en coach
- Cornelius Herminus Rijke (1888-1975), Nederlands componist en dirigent
- Pieter Rijke (1812-1899), Nederlands natuurkundige en hoogleraar
- Jos Rijken (1931), Nederlands componist en dirigent
- Wim Rijken (1958-2022), Nederlands acteur, presentator, zanger en tekstschrijver
- Constant Rijkenberg (?), Nederlands pokerspeler
- Lucia Rijker (1967), Nederlands kickboksster, boksster en actrice
- Thierry Rijkhart de Voogd (1944-1999), Frans-Nederlandse schilder
- Aad van Rijn (1952-2012), Nederlands dichter
- Dick van Rijn (1914-1996), Nederlands sportverslaggever
- Elle van Rijn (1967), Nederlands actrice
- Rembrandt van Rijn (1606-1669), Nederlands schilder
- Dennis Rijnbeek (1972), Nederlands zwemmer
- Dirk Rijnders (1909-2006), Nederlands ambtenaar en politicus
- Rody Rijnders (1941-2018), Nederlands roeier
- Jan Corneliszoon Rijp (16e eeuw), Nederlands ontdekkingsreiziger
- Bastiaan Rijpkema (1987), Nederlands jurist en rechtsfilosoof
- Jorrit Rijpma (1981), Nederlands jurist
- Hedzer Rijpstra (1919-2011), Nederlands ambtenaar en politicus
- Jan Rijpstra (1955), Nederlands gymnastiekleraar, politicus en sportbestuurder
- Wim Rijsbergen (1952), Nederlands voetballer en voetbaltrainer
- Jeffrey Rijsdijk (1987), Nederlands voetballer
- Peter Rijsenbrij (1959), Nederlands radio-dj, radiopresentator en programmamaker
- Dorian van Rijsselberghe (1988), Nederlands windsurfer
- Ralf van der Rijst (1977), Nederlands schaatser
- René van Rijswijk (1971), Nederlands voetballer
- Kees Rijvers (1926-2024), Nederlands voetballer en trainer

## Ril

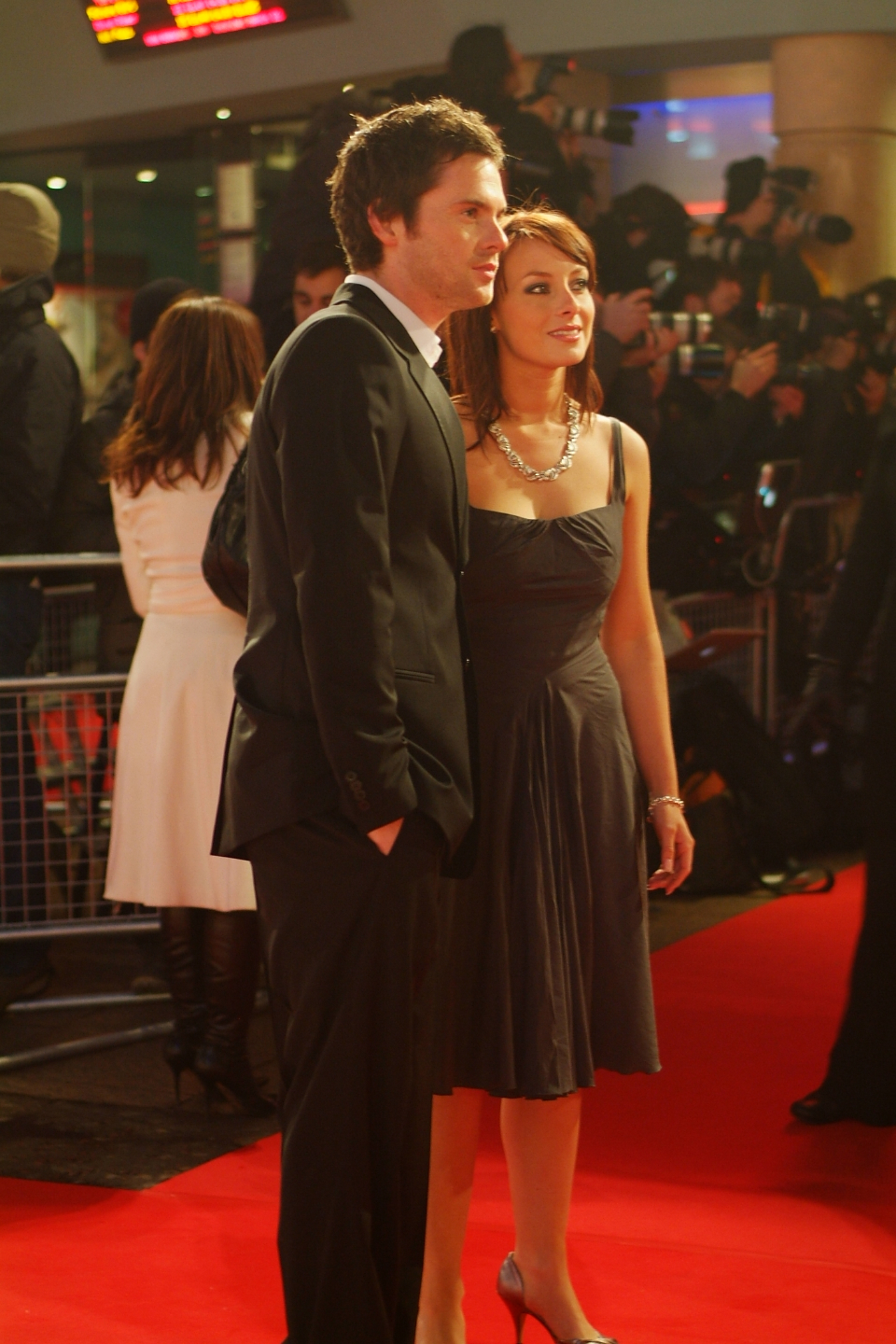
Tom Riley, 2007

- Lucinda Riley,  (1966–2021), Iers schrijfster
- Madison Riley (1990), Amerikaans actrice
- Peter Riley (1979), Brits atleet
- Samantha Riley (1972), Australisch zwemster
- Tom Riley (1981), Brits acteur en filmproducent
- Rainer Maria Rilke (1875-1926), Duits dichter
- Artemio Rillera (1942-2011), Filipijnse rooms-katholieke bisschop
- Helmuth Rilling (1933), Duits dirigent
- Nina Rillstone (1975), Nieuw-Zeelands atlete

## Rim
- Miguel Ángel Rimba (1967), Boliviaans voetballer
- LeAnn Rimes (1982), Amerikaans zangeres
- Drake Rimmer (1901-1978), Brits componist en dirigent
- Michael Rimmer (1986), Brits atleet
- Shane Rimmer (1929-2019), Canadees acteur en stemacteur
- William Rimmer (1862-1936), Brits componist, dirigent en kornettist
- Andrej Rimski-Korsakov (1878-1940), Russisch musicoloog
- Georg Rimski-Korsakov (1901-1965), Russisch musicoloog en componist
- Nikolaj Rimski-Korsakov (1844-1908), Russisch componist, muziekpedagoog en dirigent

## Rin
- Michael Ruben Rinaldi (1995), Italiaans motorcoureur
- Robert Rinchard (1931-2024), Belgisch atleet
- Christian Heinrich Rinck (1770-1846), Duits componist en organist
- Freddy Eusebio Rincón (1966-2022), Colombiaans voetballer en voetbalcoach
- Gilberto Rincón Gallardo y Meltis (1939-2008), Mexicaans politicus
- Teddy Riner (1989), Frans judoka
- Robert H. Rines (1922-2009), Amerikaans jurist, uitvinder, onderzoeker en muziekcomponist
- Ethan Ringel (1994), Amerikaans autocoureur
- Elise Ringen (1988), Noors biatlete
- Richard Ringer (1989), Duits atleet
- Jörg Ringgenberg (1943), Zwitsers componist en dirigent
- Faith Ringgold (1930-2024), Amerikaans kunstenares
- Else Ringnalda (1958), Nederlands beeldhouwer
- Sandra Ringwald (1990), Duits langlaufster
- Jacob Rinne (1993), Zweeds voetballer
- Alexander Rinnooy Kan (1949), Nederlands topman en wiskundige
- Álex Rins (1995), Spaans motorcoureur

## Rio
- F.J. Rio, Amerikaans acteur

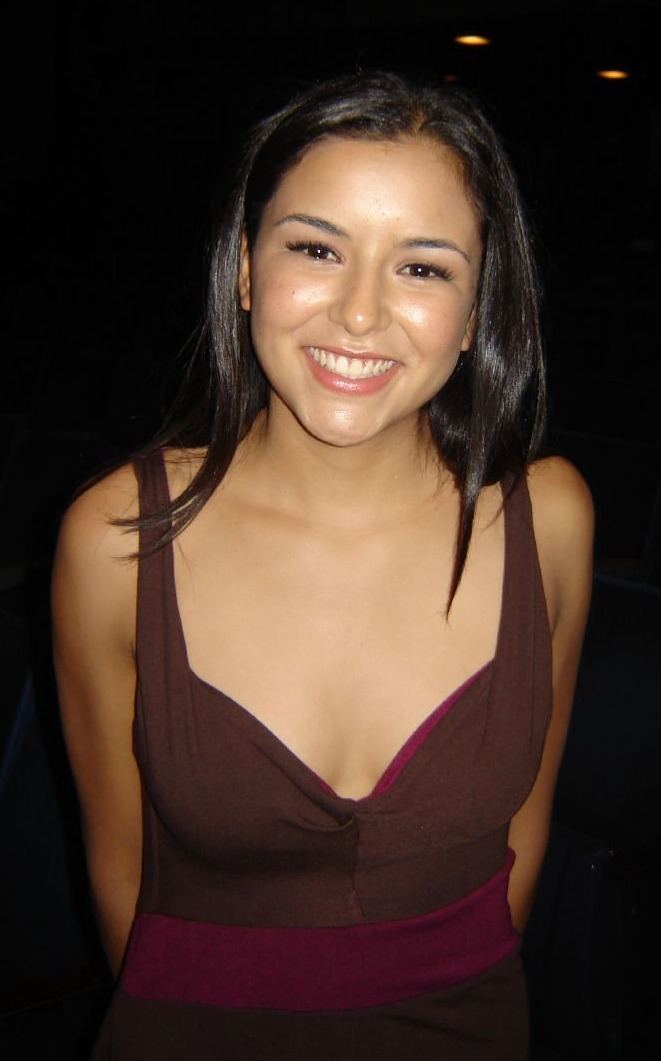
Emily Rios, 2006

- Emily Rios (1989), Amerikaans actrice
- Marcelo Ríos (1975), Chileens tennisser
- Rossana de los Ríos (1975), Paraguayaans tennisster
- José Efraín Ríos Montt (1926-2018), Guatemalteeks dictator
- Juan Carlos Ríos Vidal (1964), Spaans voetballer en voetbalcoach

## Rip
- Willem Riphagen (1919-1995), Nederlands jurist
- Adam Rippon (1989), Amerikaans kunstschaatser
- Leon Rippy (1949), Amerikaans acteur
- Alfredo Ripstein Aronovich (1916-2007), Mexicaans regisseur

## Rir
- Joseph Riri (1973), Keniaans atleet

## Ris
- Walter Ris (1924-1989), Amerikaans zwemmer
- Albertus Risaeus (1510-1574), Nederlands predikant en kerkhervormer
- Ricardo Risatti (1986), Argentijns autocoureur
- Jeffrey Riseley (1986), Australisch atleet
- John Riseley-Prichard (1924-1993), Brits autocoureur
- Dino Risi (1916-2008), Italiaans filmregisseur
- Martin Riška (1975), Slowaaks wielrenner
- Michael Rispoli (1960), Amerikaans acteur
- Roy Ristie (1953-2021), Surinaams-Nederlands presentator en politicus
- Éva Risztov (1985), Hongaars zwemster

## Rit
- Dennis Ritchie (1941-2011), Amerikaans informaticus
- Joop Ritmeester van de Kamp (1920-2005), Nederlands zakenman
- Ville Ritola (1896-1982), Fins atleet
- Herbert Rittberger (1949), Duits motorcoureur
- Alexander Ritter (1833-1896), Duits componist
- Johann Wilhelm Ritter (1776-1810), Duits chemicus en natuurkundige
- Louise Ritter (1958), Amerikaans atlete
- Paul Ritter (1966-2021), Brits acteur
- Piere Henri Ritter jr. (1882-1962), Nederlands letterkundige, literatuurcriticus, schrijver, journalist, ambtenaar en radiopresentator
- Herb Ritts (1952-2002), Amerikaans fotograaf
- Jo Ritzen (1945), Nederlands politicus en econoom
- Dathan Ritzenhein (1982), Amerikaans atleet

## Riv
- Luigi Riva (1944-2024), Italiaans voetballer
- Dani Rivas (1988-2015), Spaans motorcoureur
- Claude Rivaz (1872-1958), Engels voetballer
- Auguste Arthur de la Rive (1801-1873), Zwitsers natuurkundige
- Lucien de la Rive (1834-1924), Zwitsers natuurkundige
- Diego Rivera (1886-1957), Mexicaans kunstschilder
- Elena Rivera Mirano (1951), Amerikaans-Filipijns musicoloog
- Emilio Rivera (1961), Amerikaans acteur, filmproducent en stand-upkomiek
- Gianni Rivera (1943), Italiaans voetballer
- Ismael Rivera (1931-1987), Puerto Ricaans zanger
- Mariano Rivera (1969), Panamees honkballer
- Zuleyka Rivera (1987), Puerto Ricaans actrice en miss
- Sergio Rivero (1963-2024), Boliviaans voetballer
- Xiomara Rivero (1968), Cubaans atlete
- Cristian Riveros (1982), Paraguayaans voetballer
- Jaime Riveros (1970), Chileens voetballer
- Joan Rivers (1933-2014),  Amerikaans comédienne, tv-persoonlijkheid en actrice
- Johnny Rivers (1942), Amerikaans zanger, gitarist en producer

## Rix
- Toby Rix (1920-2017), Nederlands zanger, clown, entertainer en acteur
- Rixt (1887-1979), Nederlands-Fries dichteres

## Riy
- Al Mustafa Riyadh (1975), Bahreins atleet

## Riz
- José Rizal (1861-1896), Filipijns nationaal held
- Paciano Rizal (1851-1930), Filipijns revolutionair generaal
- Monder Rizki (1979), Belgisch atleet
- Matteo Rizzo (1998), Italiaans kunstschaatser